# Internazionali Femminili di Palermo 1997
Internazionali Femminili di Palermo 1997 — жіночий тенісний турнір, що проходив на відкритих кортах з ґрунтовим покриттям у Палермо (Італія). Належав до турнірів 4-ї категорії в рамках Туру WTA 1997. Відбувсь удесяте і тривав з 14 до 20 липня 1997 року. Друга сіяна Сандрін Тестю здобула титул в одиночному розряді.

## Фінальна частина

### Одиночний розряд
Сандрін Тестю —  Макарова Олена Олексіївна 7–5, 6–3
- Для Тестю це був єдиний титул за сезон і 1-й — за кар'єру.

### Парний розряд
Сільвія Фаріна /  Барбара Шетт —  Флоренсія Лабат /  Мерседес Пас 2–6, 6–1, 6–4
- Для Фаріни це був єдиний титул за сезон і 2-й - за кар'єру. Для Шетт це був 1-й титул за рік і 3-й — за кар'єру.